# Gir Forest National Park
Het Gir Forest National Park is een nationaal park in de Indiase deelstaat Gujarat. Het is 1412 km² groot en geldt als een van de meest belangrijke reservaten van Azië omdat het een aantal zeldzame diersoorten herbergt zoals de laatste Perzische leeuwen. In het totaal zijn er 2375 plantensoorten, 38 soorten zoogdieren, ongeveer 300 soorten vogels, 37 soorten reptielen en meer dan 2000 soorten insecten. Het werd geopend in 1965.
Vanaf 1973 werden in het kader van het Gir Lion Sanctuary Project de meeste in het park levende Maldhari-families (veehouders) uit het park verwijderd en elders hervestigd. Rond het park kwam een lage muur om vee buiten te houden. Hierdoor kon het aantal wilde grazers, prooien voor leeuwen en luipaarden, zich herstellen.

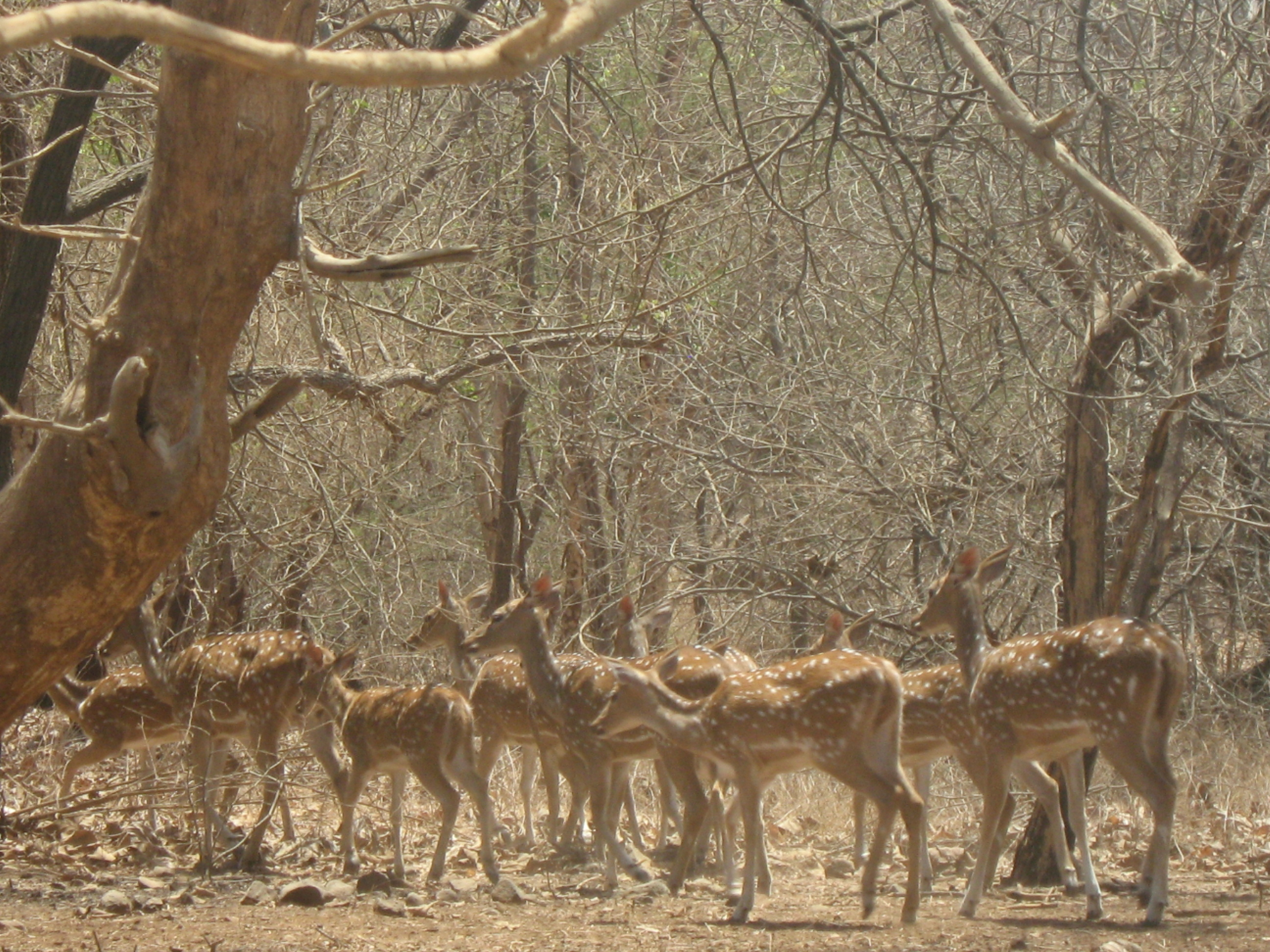
Axisherten in het Gir Forest National Park